# Поєльце
Поєльце (пол. Pojelce) — село в Польщі, у гміні Біла Підляська Більського повіту Люблінського воєводства.
Населення — 213 осіб (2011).
У 1975-1998 роках село належало до Білопідляського воєводства.

## Демографія
Демографічна структура станом на 31 березня 2011 року:
|          | Загалом | Допрацездатний вік | Працездатний вік | Постпрацездатний вік |
| -------- | ------- | ------------------ | ---------------- | -------------------- |
| Чоловіки | 114     | 32                 | 66               | 16                   |
| Жінки    | 99      | 27                 | 44               | 28                   |
| Разом    | 213     | 59                 | 110              | 44                   |